# Mattel
Mattel, Inc. es una empresa estadounidense dedicada a la fabricación y distribución de juguetes, fundada en 1945 por Harold Matson y Elliot Handler. Entre sus productos más populares se encuentran Barbie, Hot Wheels, Monster High, Ever After High, Max Steel y Masters of the Universe. A comienzos de los años 1980 también estuvo inmersa en el sector de las videoconsolas. Con presencia en más de 150 países y marcas complementarias como Fisher-Price o Mega Brands, se trata de la segunda mayor juguetera a nivel mundial por detrás de Hasbro.

## Historia
La empresa Mattel Creations fue fundada en 1945 por Harold Matson y Elliot Handler, quienes usaron un acrónimo de sus nombres para bautizar el negocio. Meses después de ser creada, Harold vendió su parte por problemas de salud a Ruth Handler, la esposa del fundador. En un principio Mattel estuvo orientada a la enmarcación y fabricación de muebles de juguete. No fue hasta 1947, gracias al éxito del ukelele Uke-A-Doodle, cuando orientaron toda la actividad al sector juguetero. Mattel fue una de las primeras empresas en hacer pruebas previas para conocer las reacciones de los niños, con éxitos moderados como las pistolas Burp Gun y Fanner 50. Además, en 1955 llegó a un acuerdo con el programa de televisión Mickey Mouse Club para anunciar sus productos fuera de la temporada navideña.
En 1953, Mattel revolucionó el mercado con el lanzamiento de la muñeca Barbie. Hasta ese año, todas las muñecas orientadas al público femenino tenían formas infantiles, por lo que Ruth Handler propuso crear una de aspecto adulto para jugar con ella y vestirla. Para ello se había inspirado en un modelo alemán para adultos, Bild Lilli, a la que quitaron cualquier connotación sexual gracias al rediseño de su empleado de confianza Jack Ryan. A pesar de que los directivos de Mattel eran muy reacios a Barbie, Ruth logró convencerles presentándola como un referente adulto en el que las niñas pudieran fijarse. Tal fue su buena acogida que en 1961 se lanzó la contraparte masculina Ken. Hoy en día Barbie es la muñeca más vendida de la historia, es un icono del juguete infantil y se ha comercializado en más de 150 países.
Mattel se convirtió en una de las principales multinacionales del juguete; después de salir a la bolsa de Nueva York en 1963, sus beneficios se cuadruplicaron hasta los 100 millones de dólares en menos de dos años. Además de Barbie, se publicaron otras colecciones de éxito como Chatty Cathy (1960), una de las primeras muñecas parlantes del mercado, o los automóviles a escala Hot Wheels (1968).
Sin embargo, la recesión económica de los años 1970 destapó un caso de fraude contable en el seno de Mattel. En 1973 se descubrió que los ejecutivos de la compañía habían falsificado los informes financieros para camuflar posibles pérdidas, mediante ventas que no se habían producido. La cúpula directiva fue cesada en 1974, y tanto Ruth Handler como el exvicepresidente Seymour Rosenberg acabaron siendo condenados a una multa y servicios comunitarios. La familia Handler vendió su participación en 1980 y Ruth destinó parte del dinero para fundar una fábrica de implantes prostéticos; Mattel no se reconciliaría con los fundadores hasta los años 1990.
La nueva dirección volvió a generar beneficios, en buena parte gracias al éxito de He-Man y la franquicia de juguetes Masters of The Universe (MOTU). La otra apuesta fue el inicipiente mercado de los juegos electrónicos a través de Intellivision, que aguantaría en el mercado desde 1979 hasta el estallido de la crisis del videojuego de 1983. Sin embargo, el desplome de ventas de la saga MOTU en 1987 llevó a Mattel a reorientar su estrategia: se deshizo de sus filiales deficitarias y centró esfuerzos en las colecciones más rentables: Barbie, Hot Wheels y un nuevo acuerdo de licencia con Disney. En ese tiempo fue desbancada del primer puesto del mercado juguetero por su rival Hasbro.
Para consolidar su posición, Mattel se hizo con el control de Fisher-Price (1993), Tyco Toys (1997), HIT Entertainment (2012) y Mega Brands (2014). Y en lo que respecta a sus productos, obtuvo beneficios con las licencias de Princesas Disney, la saga Harry Potter, y del lanzamiento de la nueva colección de muñecas Monster High. Desde 2002 toda la producción de Mattel ha sido externalizada a China.

## Mattel Creations
Mattel Creations es una filial de Mattel dedicada a la producción de series de televisión, películas y videojuegos relacionados con los juguetes de la compañía. Esta división establecida en 2016 agrupa Mattel Playground Productions (responsable de la producción original), HIT Entertainment (especializada en programas infantiles) y las series relacionadas con American Girl.
Antes de su constitución, la empresa ya había sido una de las primeras jugueteras en explorar el mercado audiovisual. En 1970 se había asociado con el director Robert B. Radnitz para crear la productora Radnitz/Mattel Productions, responsable de títulos como Sounder (1972) o Where the Lilies Bloom (1974). En lo que respecta a la animación, en 1983 se asoció con la productora Filmation para hacer la serie de dibujos He-Man and the Masters of the Universe, Lionsgate, Universal y Warner Bros. Pictures en la producción de películas sobre Barbie, Monster High y Hot Wheels.

## Juguetes

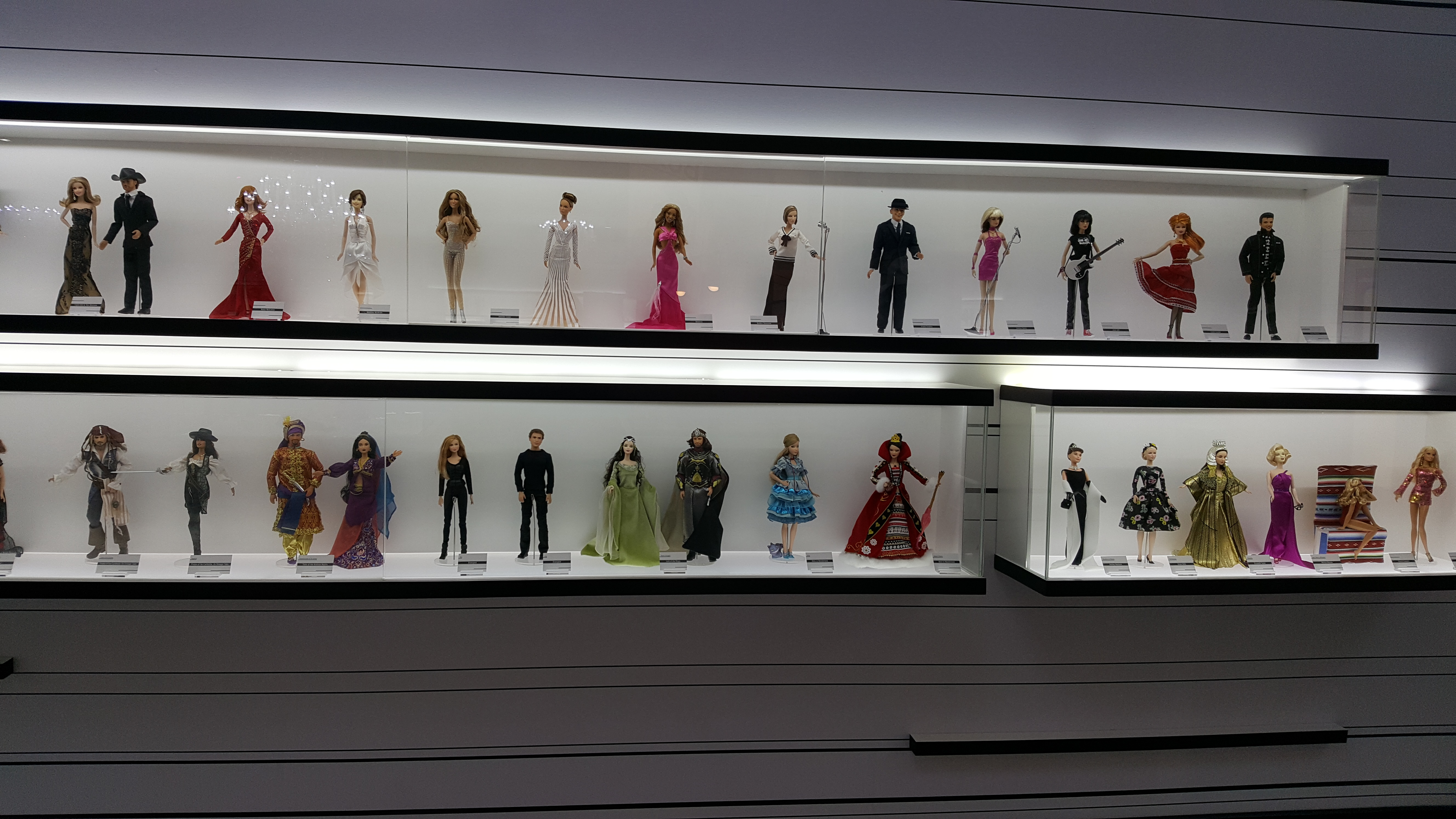
Exposición de Barbie en la Wikimanía 2017.

### Muñecos y figuras de acción
- WWE
- American Girl
- Barbie
- Ever After High
- Hot Wheels
- Masters of the Universe
- Matchbox
- Max Steel
- Monster High
- Polly Pocket
- Autos Diecast de Cars
- DC Super Hero Girls
- DC (películas y series de televisión)

### Juguetes Anteriores
- WWE (Solo en Latinoamérica)
- Aviones
- Big Jim
- Cabbage Patch Kids
- Chatty Cathy
- My Scene
- Princesas Disney
- Winx Club
- DC Super Hero Girls (Solo en Latinoamérica)
- DC (películas y series de televisión) (Solo en Latinoamérica)

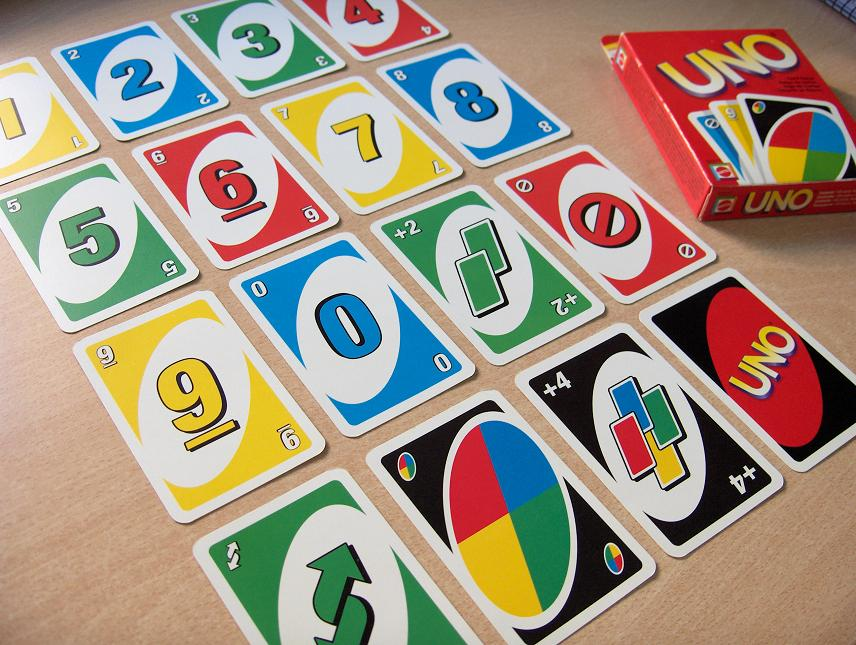
Cartas de UNO sobre un tablero.

### Juegos de mesa
- Apples to Apples
- Magic 8-Ball
- Rock 'Em Sock 'Em Robots
- UNO
- Scrabble (licencia mundial, excepto en Estados Unidos y Canadá)
- DOS

### Videoconsolas
- Intellivision (1979-1983)
- Teenage Mutant Ninja Turtles: Tournament Fighters
- Mattel Aquarius (1983)
- HyperScan (2006-2007)